# Fontaine de la Valette (Laval)
La fontaine de la Valette était une fontaine située au haut de la prairie du prieuré Saint-Martin, à l'extrémité de cette prairie qui est contiguë au village de la Valette à Laval, dans le département de la Mayenne.

## Histoire
Elle fournissait l'eau de fontaine du Palais et de la fontaine Saint-Tugal. En 1485, une transaction entre le prieur et les habitants de la ville a lieu. Les habitants achètent, moyennant une rente, le droit d'utiliser cette fontaine, de la fréquenter et d'asseoir dans la prairie des tuyaux de bois pour la conduite des eaux dans la ville.